# Roc de Peralta
El Roc de Peralta és una muntanya de 1.058 metres que es troba al municipi de les Valls d'Aguilar, a la comarca de l'Alt Urgell.